# Lasioglossum cyanescens
Lasioglossum cyanescens är en biart som först beskrevs av Cockerell 1919.  Lasioglossum cyanescens ingår i släktet smalbin, och familjen vägbin. Inga underarter finns listade i Catalogue of Life.